# Новосёловка (Березанский район)
Новосёловка (укр. Новоселівка) — село в Березанском районе Николаевской области Украины. Село расположено на берегу Сасицкого залива Березанского лимана.
Население по переписи 2001 года составляло 89 человек. Почтовый индекс — 57412. Телефонный код — 5153. Занимает площадь 0,378 км².

## Местный совет
57412, Николаевская обл., Березанский р-н, с. Василевка, ул. Ленина, 54а